# Satoru Nakajima
Satoru Nakajima (中嶋悟?, Nakajima Satoru; Okazaki, 23 febbraio 1953) è un ex pilota automobilistico giapponese.
È stato il primo pilota giapponese ad essere impegnato con continuità nel mondiale di Formula 1. Prima di lui, i piloti giapponesi prendevano parte solitamente alla gara di casa. 

## Carriera
Dopo una lunga carriera nelle formule minori e cinque titoli piloti di Formula 2 giapponese, nel 1987 Nakajima debuttò in Formula 1, diventando compagno di squadra di Ayrton Senna alla Lotus-Honda, grazie all'appoggio della casa motoristica nipponica. Nella stagione di debutto il giapponese conquistò alcuni piazzamenti a punti, con un quarto posto come miglior risultato, pur essendo sensibilmente più lento del compagno di squadra. Si segnalò anche come primo pilota a portare stabilmente in corsa una vettura dotata di camera-car.
Il 1988 lo vide compagno di squadra di Nelson Piquet, sempre alla Lotus-Honda: la stagione fu più avara di risultati della precedente a causa della minore competitività della vettura, come dimostrano anche alcune mancate qualificazioni. La Honda abbandonò la Lotus a fine stagione, ma Nakajima rimane in squadra grazie all'appoggio dei suoi sponsor, tra cui Epson. Nel terzo ed ultimo anno alla scuderia inglese, disputato con un motore Judd, ad alcune mancate qualificazioni fece riscontro il miglior risultato della carriera di Satoru, ottenuto nell'ultima corsa in Australia. Al termine di una durissima gara sotto l'acqua, il giapponese conquistò il quarto posto ed il giro più veloce della corsa.
Sul finire di quella stagione, la Tyrrell firmò un accordo con la Honda per la fornitura dei V10 aspirati ex-McLaren a partire dal 1991, e Nakajima si accasò così alla squadra del "boscaiolo" già a partire dal 1990, quando i motori erano ancora Ford Cosworth. In coppia con Jean Alesi, Nakajima riuscì a conquistare alcuni piazzamenti a punti; di particolare evidenza il sesto posto di fronte al pubblico di casa nel Gran Premio del Giappone. Nel 1991 il suo compagno di squadra alla Tyrrell-Honda fu Stefano Modena; la vettura si rivelò però meno competitiva di quanto atteso, e il giapponese andò a punti solo nella prima gara. In occasione del Gran Premio di Germania annunciò l'intenzione di ritirarsi alla fine della stagione 1991.
Anche il figlio Kazuki è un pilota automobilistico, attivo in Formula 1 con la Williams nel 2008 e nel 2009.

## Risultati completi in Formula 1
| 1987 | Scuderia | Vettura |   |   |   |    |     |    |   |     |     |    |    |   |   |     |   |     |  | Punti | Pos. |
| ---- | -------- | ------- | - | - | - | -- | --- | -- | - | --- | --- | -- | -- | - | - | --- | - | --- |  | ----- | ---- |
| 1987 | Lotus    | 99T     | 7 | 6 | 5 | 10 | Rit | NC | 4 | Rit | Rit | 13 | 11 | 8 | 9 | Rit | 6 | Rit |  | 7     | 12º  |

| 1988 | Scuderia | Vettura |   |   |    |     |    |    |   |    |   |   |     |     |     |     |   |     |  | Punti | Pos. |
| ---- | -------- | ------- | - | - | -- | --- | -- | -- | - | -- | - | - | --- | --- | --- | --- | - | --- |  | ----- | ---- |
| 1988 | Lotus    | 100T    | 6 | 8 | NQ | Rit | 11 | NQ | 7 | 10 | 9 | 7 | Rit | Rit | Rit | Rit | 7 | Rit |  | 1     | 16º  |

| 1989 | Scuderia | Vettura |   |    |    |     |     |    |     |   |     |     |    |    |   |     |     |   |  | Punti | Pos. |
| ---- | -------- | ------- | - | -- | -- | --- | --- | -- | --- | - | --- | --- | -- | -- | - | --- | --- | - |  | ----- | ---- |
| 1989 | Lotus    | 101     | 8 | NC | NQ | Rit | Rit | NQ | Rit | 8 | Rit | Rit | NQ | 10 | 7 | Rit | Rit | 4 |  | 3     | 21º  |

| 1990 | Scuderia | Vettura |   |   |     |     |    |     |     |     |     |     |     |   |    |     |   |     |  | Punti | Pos. |
| ---- | -------- | ------- | - | - | --- | --- | -- | --- | --- | --- | --- | --- | --- | - | -- | --- | - | --- |  | ----- | ---- |
| 1990 | Tyrrell  | 019     | 6 | 8 | Rit | Rit | 11 | Rit | Rit | Rit | Rit | Rit | Rit | 6 | NP | Rit | 6 | Rit |  | 3     | 15º  |

| 1991 | Scuderia | Vettura |   |     |     |     |    |    |     |   |     |    |     |     |    |    |     |     |  | Punti | Pos. |
| ---- | -------- | ------- | - | --- | --- | --- | -- | -- | --- | - | --- | -- | --- | --- | -- | -- | --- | --- |  | ----- | ---- |
| 1991 | Tyrrell  | 020     | 5 | Rit | Rit | Rit | 10 | 12 | Rit | 8 | Rit | 15 | Rit | Rit | 13 | 17 | Rit | Rit |  | 2     | 15º  |

| Legenda | 1º posto     | 2º posto | 3º posto    | A punti         | Senza punti/Non class.  | Grassetto – Pole position Corsivo – Giro più veloce |
| Legenda | Squalificato | Ritirato | Non partito | Non qualificato | Solo prove/Terzo pilota | Grassetto – Pole position Corsivo – Giro più veloce |